# Square Maria-Vérone
Le square Maria-Vérone est un espace vert du 18e arrondissement de Paris.

## Situation et accès
Le square est accessible par le 2, rue de la Moskova.
Il est desservi par la ligne 13 à la station Porte de Saint-Ouen.

## Origine du nom
Il rend hommage à Maria Vérone (1874-1938), une libre-penseuse et féministe française.

## Historique
Il s'appelait anciennement « square de la Moskova ».